# Internazionale a Ferrara
Internazionale a Ferrara è un festival di giornalismo organizzato dalla rivista di informazione Internazionale, dal Comune di Ferrara e da ARCI Ferrara. La manifestazione si svolge a Ferrara, durante il primo weekend di ottobre.

## Festival
La prima edizione del festival risale al 2007 quando il periodico Internazionale insieme al Comune di Ferrara decide di organizzare una manifestazione di giornalismo, promuovendo incontri e dibattiti con i rappresentanti più significativi del giornalismo mondiale insieme a scrittori, economisti e fumettisti. Il festival, della durata di tre giorni, offre numerosi ambiti di dibattito, specialmente incentrati sui principali temi di attualità, garantendo così al pubblico una vasta scelta di iniziative. Gli incontri con i giornalisti si tengono nelle sale conferenze dislocate all'interno del centro storico di Ferrara e, in alcune situazioni, i dibattiti si svolgono in locali pubblici come bar o cafè dove il pubblico può interagire direttamente con i giornalisti. Nell'edizione 2008 si sono realizzate anche videoconferenze oltre alla possibilità di seguire i principali dibattiti giornalistici sulla web TV.
Partito nel 2007 in sordina come manifestazione di nicchia, il festival ha registrato un notevole ed inaspettato successo di pubblico arrivando a contare oltre 17.000 presenze. Nel 2017, alla sua undicesima edizione, il festival di Internazionale ha potuto contare sull'afflusso di circa 76.000 presenze, con una programmazione di oltre 270 ospiti e 130 incontri.

## Premio giornalistico Anna Politkovskaja
Nel 2009 il settimanale Internazionale e il Comune di Ferrara, in occasione del festival di Internazionale a Ferrara, hanno deciso d’istituire il premio giornalistico Anna Politkovskaja, per ricordare la giornalista russa uccisa a Mosca il 7 ottobre 2006.
Il premio ha l'obiettivo di sostenere l’impegno e il lavoro di reporter che nel mondo si sono distinti per le loro inchieste, raccogliendo l’eredità della giornalista russa. Internazionale è stato il primo giornale a pubblicare e tradurre in Italia gli articoli sulla guerra in Cecenia scritti da Anna Politkovskaja.
Il premio è consegnato ogni anno durante il festival d’Internazionale, negli stessi giorni in cui ricorre l’anniversario della morte della giornalista.

### Vincitori del premio
- Adela Navarro Bello (2009)
- Yaqub Ibrahimi (2010)
- Hossam el Hamalawy (2011)
- Carlos Dada (2012)
- Chouchou Namegabe (2013)
- Maisa Saleh (2014)
- Asif Mohiuddin (2015)
- Hossam Bahgat (2016)
- Can Dündar (2017)
- Behrouz Boochani (2018)
- Augustina Armstrong-Ogbonna (2019)[3]

## Luoghi del festival
Gli incontri e i dibattiti di Internazionale a Ferrara si svolgono nelle principali sale conferenze dislocate nel centro storico di Ferrara, tra i quali la multisala Apollo, la sala Agnelli nella Biblioteca comunale Ariostea, la Sala Estense, la sala Borsa, il teatro comunale, e piazza del Municipio.